# 오우치 히로나리
오우치 히로나리(일본어: 大内 弘成 おおうち ひろなり[*])는 일본 가마쿠라 시대 스오국(周防国)의 무사로 오우치 씨(大内氏) 제19대 당주이다.

## 생애
선대 오우치 미쓰모리(大内満盛)의 아들로 간겐(寛元) 2년(1244년) 9월 18일경에 사망하였다. 그 뒤를 아들인 히로사다(弘貞)가 이었다.
아버지 미쓰모리 무렵부터 계속해서 스오 오우치 가는 발전을 이루고 있었고、실질적으로는 슈고(守護)에 가까운 대접을 로쿠하라 단다이(六波羅探題)로부터 받고 있었다 한다.

### 설명주
1. ↑  히로나리의 하지장(下知状)이 발견된 것에서 가마쿠라 막부가 스오에 설치한 슈고는 몹시 약했다.
2. ↑  당시 막부는 오우치 가를 고케닌(御家人)에 준하여 대우하고 있었다.(『동대사 문서』)